# Horiyoshi III
Horiyoshi III (三代目彫よし?) (Shimada, 9 de marzo de 1946) es el nombre gremial de Yoshihito Nakano (中野 義仁?), un horishi (彫師 «tatuador»?) japonés especializado en hacer tatuajes de estilo tradicional, conocidos con el nombre de horimono o irezumi.

## Biografía
Al finalizar la escuela, Nakano comenzó a trabajar de soldador en un astillero de Yokohama. Una vez finalizó los estudios de secundaria, estando aún empleado en la industria naval, decidió convertirse en tatuador. Conoció el mundo del tatuaje a los once años de edad, cuando vio a alguien que llevaba uno en un baño público. A los dieciséis años empezó a tatuarse a sí mismo; por entonces, en Japón no había mucha información sobre los tatuajes tradicionales, y los conocimientos necesarios para hacerlos únicamente se transmitían de maestro a aprendiz. En el año 1971, a la edad de veinticinco años, logró hacerse aprendiz de un conocido tatuador de Yokohama llamado Yoshitsugu Maramatsu (Horiyoshi I) Nakano se presentó en el estudio de Yoshitsugu Maramatsu sin anunciarse, después de haberle enviado algunas cartas a las cuales nunca respondió. El estudio tenía cierto halo clandestino, y en la calle no había ningún letrero que lo  anunciase.  Al contrario de lo que empezó a suceder tiempo después, los clientes que acudían allí en esa época solían ser yakuza. Horiyoshi I, que ya había dado a su propio hijo el nombre gremial de Horiyoshi II, también dio a Nakano este nombre para continuar con la saga. En el año 1979, y después de una largo aprendizaje, Nakano pudo ejercer de horishi usando el nombre gremial de Horiyoshi III.

## Trayectoria profesional
A la hora de realizar sus trabajos Horiyoshi III empleaba el método tradicional, que consiste en perforar la piel del cliente mediante una varilla terminada en un cabezal de agujas, llamada nomi. Durante años, en Japón se han venido haciendo los tatuajes de esta forma, usando una técnica conocida con el nombre de tebori. En 1985 Horiyoshi III asistió a un congreso de tatuaje en Roma, y vio de primera mano como de versátil y rápido era tatuar el cuerpo usando la máquina de tatuar eléctrica occidental. Asistió a dicho congreso acompañado de su amigo Ed Hardy, un tatuador más versado que él en el mundo del horimono, pero que solo empleaba la máquina de tatuar en sus trabajos. A partir de entonces se dio cuenta de que hacer un horimono no solo consistía en pigmentar la piel, debía también aprender las tradiciones, la historia y la iconografía japonesa.
Tras llegar de la convención de Roma, se dio cuenta de que en el extranjero había personas relacionadas con el mundo del tatuaje que sabían más de Japón que él. Una vez hubo regresado a su país, Horiyoshi III comenzó a estudiar la cultura, el arte y la historia japonesa. Invirtió mucho tiempo yendo a bibliotecas armado de una cámara fotográfica, con la cual obtenía fotografías de los libros que le interesaban. Adquirió también cuantiosos libros, con los que llenó las estanterías de su estudio. «Cuando uno acumula conocimiento obtiene saber», llegó a decir, «y este saber proporciona un interminable flujo de ideas originales».
A Horiyoshi III no le gustaba denominarse artista. «Yo me llamaría a mí mismo shokunin (職人 "artesano"?), no artista», explaría en cierta ocasión.

En el mundo del arte todo se puede manipular hasta el extremo de llamar «arte» a cualquier cosa, incluso a un excremento de perro. Sin embargo esto no puede hacerse en el mundo del shokunin. El tatuaje tradicional japonés posee un lenguaje propio, con unas reglas y gramática particulares; si uno no conoce el significado de los símbolos y las historias, tampoco puede tatuar, pues si lo hiciera, obtendría tatuajes superficiales y carentes de sentido.
Horiyoshi III